# Magneuptychia azulina
Magneuptychia azulina är en fjärilsart som beskrevs av Ribeiro 1931. Magneuptychia azulina ingår i släktet Magneuptychia och familjen praktfjärilar. Inga underarter finns listade i Catalogue of Life.